# … nur ein Komödiant
… nur ein Komödiant (alternativer Titel: König der Maske) ist ein österreichischer Spielfilm aus dem Jahr 1935. Regie führte der als Emigrant in Wien verweilende Erich Engel, der mit diesem Film ein Statement gegen Faschismus und autoritäre Regime abgab. Der sowohl in Deutschland (Nationalsozialismus) als auch in Österreich (Ständestaat) strengen Zensur entging der Film nur, da jegliche Bezugnahme auf die gegenwärtigen politischen Verhältnisse in der Zeit des Rokoko und auf einen Königshof versteckt und somit verschleiert wurde.
Der Film wurde am 20. September 1935 im Hamburger Ufa-Palast uraufgeführt. Filmstart in Deutschland war am 9. Oktober 1935 mit der Premiere im Berliner Capitol und in Österreich am 10. Januar 1936 mit der Uraufführung in Wien.

## Handlung
Die junge Komtesse Beate von Dörnberg reist zum Hof des Herzogs Karl Theodor, um dort als Hofdame zu bleiben. Während einer Pause für eine notwendige Reparatur an der Kutsche lernt sie zwei Schauspieler kennen. Während der jüngere eher aufdringlich ist, erzählt ihr der ältere, Florian Reuther, von der Schauspielkunst, vor allem von William Shakespeare. Das Gespräch wird durch die Fortsetzung der Reise unterbrochen und die Komtesse hofft, den älteren Schauspieler wiederzusehen.
Der Herzog, zu dem sie reist, kümmert sich kaum um seine Staatsgeschäfte und überlässt diese dem Minister von Creven. Dieser unterdrückt das Volk und beutet es aus. Nachdem die Komtesse Beate am Hof angekommen ist, wird sie die Hofdame der Gräfin von Röderau. Bei einer Abendgesellschaft erregt sie die Aufmerksamkeit des Herzogs, der ihr alsbald einen Heiratsantrag stellt. Komtesse Beate und Herzog Karl Theodor heiraten.
Florian Reuthers Schauspieltruppe tritt in Schönburg auf. Bei einer Besprechung der Aufführung vor dem Herzog soll der junge Schauspieler Peter Tamm als Soldat für die Kolonialkriege der Generalstaaten, an die Staatsminister von Creven seine Armee verkauft hat, eingezogen werden. Bei seiner Flucht stürzt er vom Schnürboden auf die Bühne und stirbt. Am nächsten Tag befiehlt der Staatsminister Florian, Tankred von Voltaire aufzuführen. Florian muss ablehnen, da sein Hauptdarsteller tot ist, wofür er dem Staatsminister die Schuld gibt. Dieser schlägt ihm daraufhin verärgert ins Gesicht. Florian rächt sich dafür auf einem Maskenball mit einem Schlag seiner Reitgerte in Crevens Gesicht. Er droht daraufhin in Schwierigkeiten zu geraten und wird von Beate, die ihn wiedererkannt hat, versteckt.
Der Höhepunkt des Films ist jedoch die Befreiung des in Haft genommenen Komödianten Melchior durch das Volk. Creven lässt daraufhin das Volk zusammentreiben und fordert es auf, den Verantwortlichen für die Befreiungsaktion auszuliefern. Als dies nicht geschieht, befiehlt Creven seinem Hauptmann, in die Menge zu schießen. Der Herzog will dies zwar verhindern, kann sich jedoch nicht durchsetzen. Doch auch der Hauptmann verweigert den Befehl. Es kommt zu einer Auseinandersetzung, die Florian mitbekommt. Er beschließt kurzerhand im Kostüm des Herzogs, dem er zum Verwechseln ähnlich sieht, einzuschreiten und das Volk zum Gehen aufzufordern. In der Rolle als Herzog lässt er zugleich auch den Staatsminister verhaften. Dieser zieht jedoch plötzlich eine Pistole und schießt auf den vermeintlichen Herzog. Florian zieht sich daraufhin in das Gemach des Herzogs zurück, wo er in Beates Armen stirbt. Der tatsächliche Herzog wird durch diese Ereignisse wachgerüttelt und beschließt, dass dieses Opfer nicht umsonst gewesen sein soll. Er verspricht, von nun an seine Staatsgeschäfte ernst zu nehmen, wobei ihm Beate helfen soll.

## Hintergrund
Trotz seiner antiautoritären Handlung entging der gegen Faschismus gerichtete Film sowohl der österreichischen als auch der deutschen Zensur, was vermutlich darauf zurückzuführen ist, dass der Film in der Zeit des Rokoko spielte. So kommt im Film eine Sequenz vor, in der der Staatsminister den Hauptmann dazu auffordert, die 70 unzufriedenen und rebellierenden Untertanen zu erschießen. In dieser die Auseinandersetzung zwischen Diktatur und Humanität darstellenden Szene kommt es daher zu folgendem Dialog, nachdem der Staatsminister den Hauptmann aufgefordert hatte, in die Menschenmenge zu schießen:
Hauptmann: Das kann ich nicht!

Staatsminister: Was soll das heißen? Herr Hauptmann, Sie haben meinen Befehl gehört!

Hauptmann: Ich bin kein Mörder, ich bin Offizier!

Staatsminister: Sie sind Offizier gewesen!

## Produktion
Der Film wurde von der Wiener Horus-Film produziert und in den Sievering- und Rosenhügel-Filmstudios der Tobis-Sascha Filmindustrie gedreht. Die Außenaufnahmen wurden in Heiligenkreuz mit Beteiligung der lokalen Bevölkerung getätigt.
Als Tonsystem wurde jenes der Tobis-Klangfilm verwendet. Szenenbildner war Julius von Borsody. Der Film wies bei der Zensurprüfung eine Länge von 2593 Metern auf. Die Zensurprüfung in Deutschland fand am 2. September 1935 statt und brachte ein Jugendverbot für den Film hervor. In Österreich erhielt der Film das Prädikat „künstlerisch anerkennenswert“.
Den Filmverleih übernahmen die Syndikat-Film, den Vertrieb die Tobis-Sascha Filmindustrie.